# Порта, Хосе
Хосе Порта (исп. José Porta; 3 декабря 1890, Сариньена — 20 ноября 1929, Лозанна) — испанский скрипач и музыкальный педагог.
Учился в Мадриде у Пабло Сарасате и Теодоро Бальо, затем в 1905 году отправился совершенствовать своё исполнительское мастерство в Брюссель, где занимался под руководством Сезара Томсона. После этого в Испанию почти не возвращался. С началом Первой мировой войны нашёл убежище в Швейцарии, обосновался в Лозанне, преподавал в Лозаннской консерватории (среди его учеников, в частности, Виктор Дезарзан). В 1920 году участвовал, вместе с другим испанским музыкантом, Хосе Итурби, в швейцарских гастролях молодого Игоря Стравинского.
В 1907 г. осуществил несколько записей с произведениями Сарасате, Камиля Сен-Санса, Антонио Бадзини и др.